# إميل موريس

شعار النازية

اميل موريس (بالألمانية: Emil Maurice)‏ هو قائد عسكري ألماني وجنرال نازي من أصول يهودية وآرية مختلطة ولد في 19 كانون الثاني/يناير 1897م، وهو من الأعضاء الأوائل في الحزب النازي. ورفيق للزعيم النازي أدولف هتلر في السجن ومنحه هتلر لقب آري تشريفا لهُ لولائهِ للاشتراكية القومية.
لقد كان موريس مساعد ومستشار مقرب من الزعيم النازي أدولف هتلر وهذه الصداقة الشخصية تعود إلى عام 1919م تقريبا عندما كان كلاهما عضو في حزب العمال الألماني، وكذلك مع تأسيس كتيبة العاصفة في عام 1920، وكان اميل أحد المؤسسين لقوات كتيبة العاصفة، ورئيسا لها للفترة 1920-1921م، حيث كان يعرف زعيم ال «إس أ» بالفوهرر أي المرشد الأعلى.

شعار كتيبة العاصفة النازية

ولقد تم اقالته من منصبه لخلافه مع هتلر.
في عام 1936 أصبح اميل موريس نائب الرايخستاغ، وفي عام 1937 كان يشغل منصب رئيس غرفة التجارة في مدينة ميونخ.

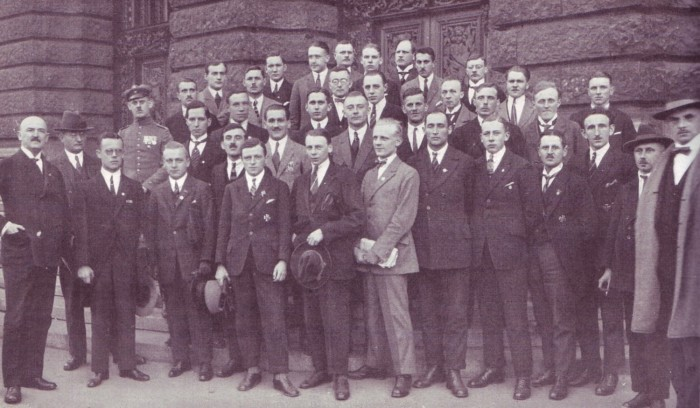
صورة أميل موريس مع مجموعة من المتهمين في محاكمة 40 من أعضاء حزب العمال الالماني ومنهم أدولف هتلر" في ميونيخ (محكمة الشعب ميونيخ). ومن بين الرجال في هذه الصورة هي ايرهارد هايدن، الذي كان سلفه هاينريش هيملر كرئيس للSS، كارل Fiehler، الذي شغل منصب رئيس بلدية ميونيخ 1933-1945

ومن عام 1940 إلى عام 1942، خدم في سلاح الجو الألماني كضابط. وفي عام 1948م بعد انتهاء الحرب العالمية الثانية حكم عليه بالسجن لمدة أربع سنوات في معسكر عمل.

## وفاته
توفي اميل موريس في 6 شباط/فبراير 1972م عن عمر ناهز 75 عاما.